# Imperial (Texas)
Imperial is een plaats (census-designated place) in de Amerikaanse staat Texas, en valt bestuurlijk gezien onder Pecos County.

## Demografie
Bij de volkstelling in 2000 werd het aantal inwoners vastgesteld op 428.

## Geografie
Volgens het United States Census Bureau beslaat de plaats een oppervlakte van
11,0 km², geheel bestaande uit land. Imperial ligt op ongeveer 729 m boven zeeniveau.

## Plaatsen in de nabije omgeving
De onderstaande figuur toont nabijgelegen plaatsen in een straal van 44 km rond Imperial.